# 5331 Erimomisaki
5331 Erimomisaki è un asteroide della fascia principale. Scoperto nel 1990, presenta un'orbita caratterizzata da un semiasse maggiore pari a 2,7650026 UA e da un'eccentricità di 0,3907966, inclinata di 12,09474° rispetto all'eclittica.